# Daisuke Suzuki
Daisuke Suzuki (jap. 鈴木大輔 Suzuki Daisuke; ur. 29 stycznia 1990 roku w Tokio) – japoński piłkarz, reprezentant kraju.

## Statystyki
| Reprezentacja Japonii | Reprezentacja Japonii | Reprezentacja Japonii |
| Rok                   | Mecze                 | Gole                  |
| --------------------- | --------------------- | --------------------- |
| 2013                  | 1                     | 0                     |
| 2014                  | 1                     | 0                     |
| Razem                 | 2                     | 0                     |

## Osiągnięcia
- Puchar J-League: 2013